# 贝蒂·福特
伊丽莎白·安·布卢默·沃伦·福特（英語：Elizabeth Ann Bloomer Warren Ford，1918年4月8日—2011年7月8日），美国第38任总统杰拉尔德·福特的妻子，美国前第一夫人（1974年－1977年）。以推動女權運動、乳癌防治、反藥物與酒精濫用等公益活動，深得美國人民的敬重。